# Villard-Reculas
Villard-Reculas – miejscowość i gmina we Francji, w regionie Owernia-Rodan-Alpy, w departamencie Isère.
Według danych na rok 1990 gminę zamieszkiwały 52 osoby, a gęstość zaludnienia wynosiła 10 osób/km² (wśród 2880 gmin regionu Rodan-Alpy Villard-Reculas plasuje się na 1566. miejscu pod względem liczby ludności, natomiast pod względem powierzchni na miejscu 1501.).

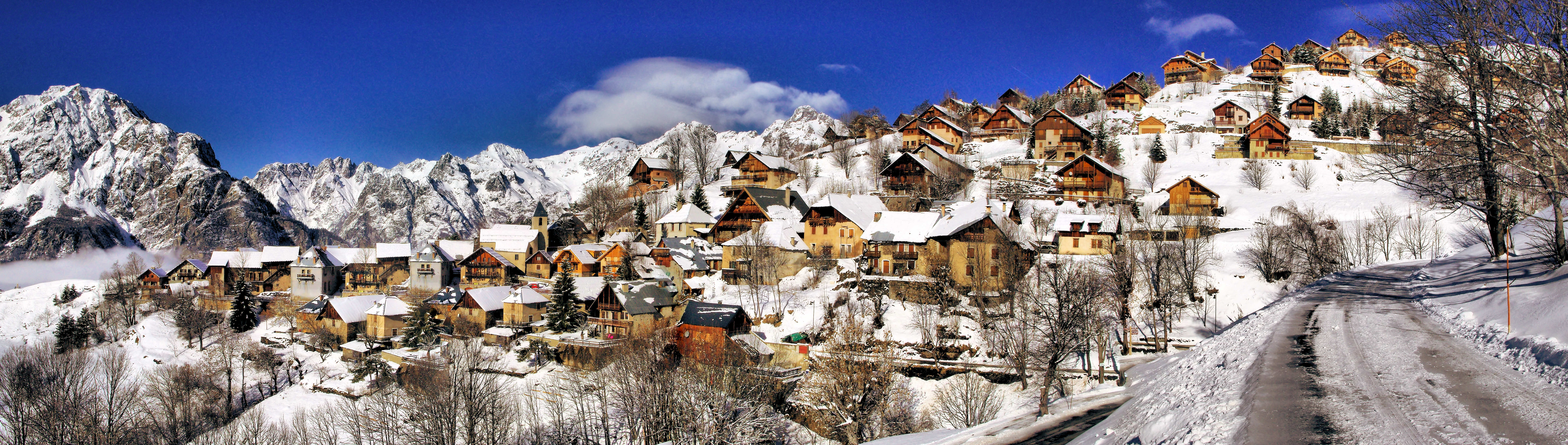
Villard-Reculas, 2011